# Esporte Clube Industrial
Esporte Clube Industrial foi uma agremiação esportiva brasileira, sediada em Brasília, no Distrito Federal.

## História
O clube disputou o Campeonato Brasiliense da Segunda Divisão de 1960.

## Estatísticas

### Participações
| Competição                | Competição                             | Temporadas | Melhor campanha     | Estreia | Última | P | R |
| Distrito Federal (Brasil) | Campeonato Brasiliense Segunda Divisão | 1          | Desconhecido (1960) | 1960    | 1960   | – | – |